# 笛吹市消防本部
笛吹市消防本部（ふえふきししょうぼうほんぶ）は、山梨県笛吹市の消防部局（消防本部）。管轄区域は笛吹市全域。

## 概要
- 消防本部：笛吹市石和町下平井204
- 管内面積：201.92km2
- 職員定数：99人
- 消防署1カ所、出張所2カ所
- 主力機械（2023年7月現在）
  - 普通消防ポンプ自動車：5
  - 大型水槽付消防ポンプ自動車：1
  - はしご付消防自動車：1
  - 指揮車：1
  - 電源・照明車：1
  - 広報車：3
  - 資機材搬送車：1
  - 救助工作車：1
  - 救急自動車：5
  - その他：3

## 沿革
- 1971年3月18日　東八消防組合の設立が山梨県知事より許可される。
- 1971年4月1日　石和町市部小林公園内の市部中央公民館内に東八消防本部・東八消防署を開設する。
- 1971年6月1日　職員8名、ポンプ車1台、救急車1台をもって警防及び救急業務を開始。
- 1972年4月1日　新庁舎に移転を完了し、職員29名をもって全面的に消防業務を開始。中道出張所を開設する。
- 1975年7月1日　東部出張所を開設する。
- 1975年7月16日　中部出張所を開設する。
- 1983年3月31日　一部事務組合の複合化に伴い、東八消防組合を解散する。
- 1983年4月1日　東八代広域行政事務組合設立が許可され、東八代広域行政事務組合東八消防本部として発足する。
- 1998年12月1日　高規格救急車を消防署に配備する。
- 2004年10月12日　組合構成町村の東八代郡石和町、御坂町、一宮町、八代町及び境川村と東山梨郡春日居町が新設合併し、笛吹市が発足する。東山梨行政事務組合より山梨消防署春日居分署を移管される。
- 2004年12月7日　東八代広域行政事務組合の構成市町村が1市、1町、2村となる。
- 2005年3月3日　東八消防本部・署庁舎及び訓練塔の工事が完了し庁舎落成式を行った
- 2006年2月20日　組合構成町村の東八代郡豊富村が中巨摩郡2町村と合併し中央市となり離脱。構成市町村は1市、1町、1村となる。
- 2006年3月1日　組合構成町村の東八代郡中道町が甲府市へ編入合併し離脱。構成市町村は1市、1村となる。
- 2006年4月1日　中道出張所を甲府地区広域行政事務組合へ移管する。
- 2006年8月1日　東八代郡芦川村が笛吹市へ編入合併する。これにより構成市町村が1市となり、東八代広域行政事務組合より東八消防本部が離脱し、笛吹市消防本部・笛吹市消防署に改称する。
- 2018年3月26日　出張所整備事業で東部出張所、西部出張所が建設され竣工式を行った。
- 2018年3月31日　旧東部出張所、中部出張所、春日居出張所を閉鎖した。
- 2018年4月1日　東部出張所、西部出張所の運用を開始。

## 組織
- 消防本部 - 管理課、消防課、予防課、指令課
- 消防署 - 警防救助担当、救急担当、予防担当

## 消防署
| 消防署       | 住所                  | 出張所                                                            |
| ------------ | --------------------- | ----------------------------------------------------------------- |
| 笛吹市消防署 | 笛吹市石和町下平井204 | 東部出張所 笛吹市一宮町新巻116-1 西部出張所 笛吹市境川町石橋736-4 |